# Auguste de Lippe-Brake
Auguste de Lippe-Brake (* 9 septembre 1644 au château Brake; † 19 juin 1701 à Neuwied) de la Maison de Lippe est Maréchal et conseil de guerre de Hesse-Cassel et Commandeur de l'Ordre teutonique en Hesse.

## Biographie
Auguste est le douzième et le plus jeune enfant du comte Othon de Lippe-Brake (1589-1657) et de son épouse Marguerite de Nassau-Dillenbourg (1606-1661). Il choisit la carrière de soldat et combat sous le Stathouder Guillaume III d'Orange-Nassau pendant la Guerre de Hollande contre la France et ses alliés. Il entre ensuite au service du landgrave Charles Ier de Hesse-Cassel.
En 1683, il entre dans l'Ordre Teutonique, sans doute à l'Instigation du comte Charles. En 1688, il est commandant des teutoniques en Hesse, le premier de religion réformée à ce poste, qu'il occupe jusqu'à sa mort. 
En 1689, il combat les troupes de Louis XIV dans le Palatinat et devient maréchal.

## Décès
Il est mort, célibataire et sans descendance, le 19 juin 1701 à Neuwied. Il est enterré le 21 août 1701 dans l'Église Sainte-Élisabeth à Marbourg. Le sculpteur Johann Bernhard Schwarzeburger créé pour lui deux Épitaphes, l'une dans l'Église de Brake, l'autre à l'université de Marbourg.